# Николаевские катакомбы
Николаевские катакомбы — сеть подземных ходов и лабиринтов под Николаевом.

## Происхождение
Существует множество разных версий, касательно происхождения николаевских катакомб, причём они не исключают друг друга.
Первая версия заключается в том, что все многокилометровые тоннели, проходящие под городом, происходят от недостроенного водопровода I-ой четверти XIX века. Однако водопровод составляет лишь небольшую часть от всей системы тоннелей, изображенных на карте Александра Алексеева.
Вторая версия приписывает строительство катакомб туркам, в связи с нахождением в тоннелях ятаганов.
Третья версия заключается в том, что при строительстве Николаева требовалось много камня. Его добывали недалеко от застраиваемой части города — в пределах Николаевского полуострова. Одновременно с камнем добывалась и известь, причем в основном со стороны береговых обрывов Бугского лимана, также в пределах города. Выработки образовывали глубокие и разветвлённые катакомбы, которые, вследствие естественного расширения города оказались под его домами.

## История исследования
В 1920-х годах были проведены исследования подвалов с прилегающими к ним участками тоннелей.
В 1954 году геодезист Матвеев пишет в своей докладной в городское управление архитектуры о тоннеле в сторону Херсона. Он прошёл по нему 2 километра, по колено в воде, и вернулся обратно, не рискнув продолжить путь.
В 1956 году военным флотом была организована крупная экспедиция под руководством инженера Александра Васильевича Алексеева. Были исследованы подземные сооружения. Не учитывая карты туннелей и доклада Алексеева, обнаруженного в 1960 году, никаких материалов по этой экспедиции не сохранилось.
В 1992 году решением Николаевского горисполкома была создана научно-поисковая экспедиция по обследованию подземных сооружений на базе клуба подводного поиска «Садко». К этому времени многие туннели были разрушены, и продолжение исследований стало невозможным.